# Badlands Tour
Badlands Tour è stato il primo tour musicale della cantautrice statunitense Halsey, a supporto del suo album in studio di debutto Badlands (2015).
Iniziato a San Diego il 30 settembre 2015, si è concluso a New York il 13 agosto dell'anno successivo.

## Scaletta
1. Gasoline
2. Hold Me Down
3. Castle
4. Strange Love
5. Haunting
6. Roman Holiday
7. Control
8. Drive
9. Ghost
10. Is There Somewhere
11. Colors, Pt. II
12. Colors
13. Hurricane
14. New Americana
15. Young God

## Date
| Data              | Città         | Paese               | Luogo                          | Artisti di apertura | Biglietti    | Incasso      |
| Nord America      | Nord America  | Nord America        | Nord America                   | Nord America        | Nord America | Nord America |
| ----------------- | ------------- | ------------------- | ------------------------------ | ------------------- | ------------ | ------------ |
| 30 settembre 2015 | San Diego     | Stati Uniti         | HOB San Diego                  | Lany                | —            | —            |
| 1º ottobre 2015   | Scottsdale    | Stati Uniti         | Livewire                       | Lany                | —            | —            |
| 2 ottobre 2015    | Austin        | Stati Uniti         | Zilker Park                    | N.D.                | —            | —            |
| 3 ottobre 2015    | Austin        | Stati Uniti         | Zilker Park                    | N.D.                | —            | —            |
| 4 ottobre 2015    | Austin        | Stati Uniti         | Zilker Park                    | N.D.                | —            | —            |
| 7 ottobre 2015    | Houston       | Stati Uniti         | HOB Houston                    | Lany                | —            | —            |
| 8 ottobre 2015    | Dallas        | Stati Uniti         | South Side Ballroom            | Lany                | —            | —            |
| 16 ottobre 2015   | Atlanta       | Stati Uniti         | Buckhead Theatre               | Flor                | —            | —            |
| 17 ottobre 2015   | Orlando       | Stati Uniti         | HOB Orlando                    | Flor                | —            | —            |
| 19 ottobre 2015   | Filadelfia    | Stati Uniti         | Union Transfer                 | Flor                | —            | —            |
| 20 ottobre 2015   | Washington    | Stati Uniti         | 9:30 Club                      | Flor                | 1 200/1 200  | 24000 $      |
| 22 ottobre 2015   | New York      | Stati Uniti         | Webster Hall                   | Flor                | —            | —            |
| 23 ottobre 2015   | New York      | Stati Uniti         | Webster Hall                   | Flor                | —            | —            |
| 24 ottobre 2015   | Boston        | Stati Uniti         | HOB Boston                     | Flor                | —            | —            |
| 27 ottobre 2015   | Columbus      | Stati Uniti         | Newport Music Hall             | Flor                | 1 400/1 400  | 25900 $      |
| 28 ottobre 2015   | Chicago       | Stati Uniti         | The Vic Theatre                | Flor                | 2 800/2 800  | 53200 $      |
| 29 ottobre 2015   | Chicago       | Stati Uniti         | The Vic Theatre                | Flor                | 2 800/2 800  | 53200 $      |
| 2 novembre 2015   | Montréal      | Canada              | Métropolis                     | Flor                | 2 298/2 298  | 35144 $      |
| 3 novembre 2015   | Toronto       | Canada              | The Phoenix                    | Flor                | —            | —            |
| 6 novembre 2015   | Minneapolis   | Stati Uniti         | Varsity Theater                | Flor                | —            | —            |
| 9 novembre 2015   | Englewood     | Stati Uniti         | Gothic Theatre                 | Flor                | —            | —            |
| 12 novembre 2015  | Seattle       | Stati Uniti         | Showbox Club                   | Flor                | —            | —            |
| 13 novembre 2015  | Vancouver     | Canada              | Rio Theatre                    | Flor                | —            | —            |
| 14 novembre 2015  | Portland      | Stati Uniti         | Wonder Ballroom                | Flor                | —            | —            |
| 16 novembre 2015  | San Francisco | Stati Uniti         | The Fillmore                   | Flor                | —            | —            |
| 18 novembre 2015  | Los Angeles   | Stati Uniti         | The Fonda Theatre              | Flor                | —            | —            |
| 19 novembre 2015  | Los Angeles   | Stati Uniti         | The Fonda Theatre              | Flor                | —            | —            |
| Oceania           |               |                     |                                |                     |              |              |
| 29 dicembre 2015  | Lorne         | Australia           | Falls Festival                 | —                   | —            | —            |
| 30 dicembre 2015  | Marion Bay    | Australia           | Falls Festival                 | —                   | —            | —            |
| 1º gennaio 2016   | Sydney        | Australia           | Field Day                      | —                   | —            | —            |
| 2 gennaio 2016    | Byron Bay     | Australia           | Falls Festival                 | —                   | —            | —            |
| 6 gennaio 2016    | Melbourne     | Australia           | Palais Theatre                 | —                   | —            | —            |
| 7 gennaio 2016    | Sydney        | Australia           | Metro Theatre                  | —                   | —            | —            |
| 8 gennaio 2016    | Sydney        | Australia           | Metro Theatre                  | —                   | —            | —            |
| 10 gennaio 2016   | Perth         | Southbound Festival | —                              | —                   | —            |              |
| Asia              |               |                     |                                |                     |              |              |
| 14 gennaio 2016   | Tokyo         | Giappone            | Duo                            | —                   | —            | —            |
| 15 gennaio 2016   | Tokyo         | Giappone            | Duo                            | —                   | —            | —            |
| 18 gennaio 2016   | Osaka         | Giappone            | Akaso                          | —                   | —            | —            |
| Nord America      |               |                     |                                |                     |              |              |
| 23 gennaio 2016   | Honolulu      | Stati Uniti         | Republik                       | —                   | —            | —            |
| Europa            |               |                     |                                |                     |              |              |
| 19 febbraio 2016  | Glasgow       | Regno Unito         | O2 ABC                         | —                   | —            | —            |
| 20 febbraio 2016  | Birmingham    | Regno Unito         | The Institute                  | —                   | —            | —            |
| 22 febbraio 2016  | Manchester    | Regno Unito         | Manchester Academy             | —                   | —            | —            |
| 23 febbraio 2016  | Londra        | Regno Unito         | O2 Academy Brixton             | —                   | —            | —            |
| 26 febbraio 2016  | Amsterdam     | Paesi Bassi         | Melkweg Old Hall               | —                   | —            | —            |
| 27 febbraio 2016  | Copenaghen    | Danimarca           | Koncerthuset Studio 2          | —                   | —            | —            |
| 28 febbraio 2016  | Oslo          | Norvegia            | Sentrum Scene                  | —                   | —            | —            |
| 2 marzo 2016      | Colonia       | Germania            | Essigfabrik                    | —                   | —            | —            |
| 3 marzo 2016      | Berlino       | Germania            | Kesselhaus                     | —                   | —            | —            |
| 5 marzo 2016      | Milano        | Italia              | Fabrique                       | —                   | —            | —            |
| 7 marzo 2016      | Barcellona    | Spagna              | Razzmatazz                     | —                   | —            | —            |
| 9 marzo 2016      | Parigi        | Francia             | La Cigale                      | —                   | —            | —            |
| Nord America      |               |                     |                                |                     |              |              |
| 6 luglio 2016     | Orlando       | Stati Uniti         | UCF Arena                      | Bad Suns            | —            | —            |
| 8 luglio 2016     | Houston       | Stati Uniti         | Revention Music Center         | Bad Suns            | —            | —            |
| 9 luglio 2016     | New Braunfels | Stati Uniti         | Whitewater Amphiththeater      | Bad Suns            | —            | —            |
| 10 luglio 2016    | Allen         | Stati Uniti         | Allen Event Center             | Bad Suns            | —            | —            |
| 12 luglio 2016    | Phoenix       | Stati Uniti         | Comerica Theatre               | Bad Suns            | —            | —            |
| 14 luglio 2016    | Los Angeles   | Stati Uniti         | Shrine Exposition Hall         | Bad Suns            | —            | —            |
| 16 luglio 2016    | San Diego     | Stati Uniti         | Open Air Theatre               | Bad Suns            | —            | —            |
| 21 luglio 2016    | Denver        | Stati Uniti         | Red Rocks Amphitheatre         | Oh Wonder           | —            | —            |
| 22 luglio 2016    | Kansas City   | Stati Uniti         | Midland Theatre                | Oh Wonder           | —            | —            |
| 27 luglio 2016    | Detroit       | Stati Uniti         | The Masonic Temple             | Oh Wonder           | —            | —            |
| 2 agosto 2016     | Cleveland     | Stati Uniti         | Jacobs Pavilion                | Oh Wonder           | —            | —            |
| 3 agosto 2016     | Toronto       | Canada              | TD Echo Beach                  | Oh Wonder           | —            | —            |
| 9 agosto 2016     | Pittsburgh    | Stati Uniti         | Stage AE                       | Oh Wonder           | —            | —            |
| 11 agosto 2016    | Filadelfia    | Stati Uniti         | Festival Pier @ Penn's Landing | Oh Wonder           | —            | —            |
| 12 agosto 2016    | Boston        | Stati Uniti         | Agganis Arena                  | Oh Wonder           | —            | —            |
| 13 agosto 2016    | New York      | Stati Uniti         | Madison Square Garden          | —                   | —            | —            |
| Totale            | Totale        | Totale              | Totale                         | Totale              | 7 698/7 698  | 138244 $     |